# Eric Godoy
Eric Orlando Godoy Zepeda (Valparaíso, Región de Valparaíso, Chile, 26 de marzo de 1987) es un exfutbolista chileno. Jugaba de defensa y su último equipo fue la Universidad de Concepción.

## Trayectoria
Formado en un comienzo en la Academia de Erasmo Zúñiga de Viña del Mar, partió en 1997 a las divisiones inferiores de Santiago Wanderers. Durante su estancia en las divisiones inferiores de Wanderers alternó con el primer equipo desde el 2000, de la mano de Yuri Fernández, pero nunca llegó a debutar en el primer equipo en esa temporada, estando solo en la banca y jugando en el equipo alternativo. Finalmente, en el 2005 se dio su debut jugando como titular, ante Coquimbo Unido, remplazando a Pablo Lenci en la defensa caturra.
Desde el año 2006 comenzó a jugar de manera regular en el primer equipo de los "caturros", consolidándose como titular y siendo nominado a la Selección nacional sub-20 de su país. La temporada siguiente vivió el descenso de su club a la Primera B, y a pesar del éxodo masivo de jugadores de aquel plantel, Godoy se mantuvo en el club. Tras jugar dos años en la Primera B de manera irregular, consiguió junto con su equipo el ascenso a la Primera División 2010.
En el 2010 continuó siendo alternativa en la defensa porteña, pero con la llegada de Jorge Garcés al equipo, recuperó su puesto de titular terminando de buena manera aquel año. Al no lograr repetir buenas campañas, en 2013 rescindió su contrato con el club porteño, para fichar por San Marcos de Arica de la Primera B. En la única temporada en el club, se tituló campeón de la Primera B 2013-14, y el elenco ariqueño ascendió así a la Primera A.
Luego de uno breve paso por Deportes La Serena, fichó en Curicó Unido, en septiembre de 2015. Después de un torneo en que alcanzaron el subcampeonato, Godoy se corona campeón de la Primera B 2016-17, y ascendió con el club albirrojo a la Primera División para la presente temporada.
El 2020 es anunciado como fichaje de la Universidad de Concepción, club en el que permanece hasta la temporada 2022, luego de la cual decide retirarse del fútbol.

## Selección nacional

### Selecciones juveniles
Registra presencias en la Selección chilena Sub-20, para el Sudamericano sub-20 de 2007 (en la victoria 4-2 sobre Perú, como suplente) y en los partidos amistosos de preparación para el mismo. Fue un jugador clave como el enlace que conectaba a la defensa y el mediocampo de Chile en el Mundial Sub-20 2007 de Canadá. Jugó en 5 de 7 partidos del Mundial, en los que la "Rojita" obtuvo un histórico tercer lugar.

#### Participaciones en Copas del Mundo
| Mundial                | Sede   | Resultado    | Partidos | Goles |
| ---------------------- | ------ | ------------ | -------- | ----- |
| Mundial Sub-20 de 2007 | Canadá | Tercer lugar | 5        | 0     |

### Selección adulta
A finales del año 2011 es convocado por primera vez a la selección adulta, para disputar un partido amistoso contra Paraguay, jugado el 21 de diciembre de 2011, donde lograría debutar al ingresar en el segundo tiempo por Leandro Delgado, en el duelo que acabó con la victoria de su equipo por tres goles a dos.

#### Partidos internacionales
| 1     | 21 de diciembre de 2011 | Estadio La Portada, La Serena, Chile | Chile      | 3-2 | Paraguay |   |  | Claudio Borghi | Amistoso |
| Total | Total                   | Total                                | Presencias | 1   | Goles    | 0 |  |                |          |

| Selección chilena | Selección chilena | Selección chilena |
| Año               | Partidos          | Goles             |
| ----------------- | ----------------- | ----------------- |
| 2011              | 1                 | 0                 |
| Total             | 1                 | 0                 |

## Estadísticas
| Club                        | Temporada     | Liga  | Liga  | Copas | Copas | Internacional | Internacional | Total | Total |
| Club                        | Temporada     | Part. | Goles | Part. | Goles | Part.         | Goles         | Part. | Goles |
| --------------------------- | ------------- | ----- | ----- | ----- | ----- | ------------- | ------------- | ----- | ----- |
| Santiago Wanderers · Chile  | 2005          | 2     | 0     | —     | —     | —             | —             | 2     | 0     |
| Santiago Wanderers · Chile  | 2006          | 32    | 1     | —     | —     | —             | —             | 2     | 1     |
| Santiago Wanderers · Chile  | 2007          | 26    | 3     | —     | —     | —             | —             | 26    |       |
| Santiago Wanderers · Chile  | 2008          | 31    | 2     | 3     | 0     | —             | —             | 4     | 2     |
| Santiago Wanderers · Chile  | 2009          | 34    | 2     | 4     | 0     | —             | —             | 8     | 2     |
| Santiago Wanderers · Chile  | 2010          | 27    | 2     | 5     | 1     | —             | —             | 32    | 3     |
| Santiago Wanderers · Chile  | 2011          | 28    | 1     | 5     | 0     | —             | —             | 3     | 1     |
| Santiago Wanderers · Chile  | 2012          | 18    | 1     | 5     | 0     | —             | —             | 23    | 1     |
| Santiago Wanderers · Chile  | 2013          | 2     | 0     | —     | —     | —             | —             | 2     | 0     |
| Santiago Wanderers · Chile  | Total         | 200   | 12    | 22    | 1     | 0             | 0             | 222   | 13    |
| San Marcos de Arica · Chile | 2013-14       | 14    | 0     | 3     | 0     | —             | —             | 17    | 0     |
| San Marcos de Arica · Chile | Total         | 14    | 0     | 3     | 0     | 0             | 0             | 17    | 0     |
| Deportes La Serena · Chile  | 2014-15       | 13    | 3     | —     | —     | —             | —             | 13    | 3     |
| Deportes La Serena · Chile  | Total         | 13    | 3     | 0     | 0     | 0             | 0             | 13    | 3     |
| Curicó Unido · Chile        | 2015-16       | 29    | 1     | 6     | 1     | —             | —             | 35    | 2     |
| Curicó Unido · Chile        | Total         | 29    | 1     | 6     | 1     | 0             | 0             | 35    | 2     |
| Total carrera               | Total carrera | 256   | 16    | 31    | 2     | 0             | 0             | 287   | 18    |

## Palmarés

### Títulos
| Título    | Club                | País  | Año     |
| --------- | ------------------- | ----- | ------- |
| Primera B | San Marcos de Arica | Chile | 2013-14 |
| Primera B | Curicó Unido        | Chile | 2016-17 |